# Saint-Brieuc-de-Mauron
Saint-Brieuc-de-Mauron (en bretó Sant-Brieg-Maoron) és un municipi francès, situat a la regió de Bretanya, al departament d'Ar Mor-Bihan. L'any 2006 tenia 307 habitants.

## Demografia
| 1962                                       | 1968 | 1975 | 1982 | 1990 | 1999 |
| ------------------------------------------ | ---- | ---- | ---- | ---- | ---- |
| 403                                        | 461  | 371  | 359  | 336  | 332  |
| Des de 1962: població sense dobles comptes |      |      |      |      |      |

## Administració
| Període | Identitat                 | Partit |
| ------- | ------------------------- | ------ |
| -2001   | Guy Sioc'Han de Kersabiec |        |
| 2001-   | Charles-Edouard Fichet    |        |